# Vrouw die een haring vasthoudt
Vrouw die een haring vasthoudt (Frans: La marchande de harengs) is een schilderij van Gabriël Metsu. Hij maakte het rond 1660. Sinds 1836 maakt het werk deel uit van de collectie van het Musée Fabre in Montpellier.

## Voorstelling
Metsu was afkomstig uit Leiden en ging in die stad in de leer bij Gerrit Dou, de belangrijkste vertegenwoordiger van de fijnschilders, een groep kunstenaars die de werkelijkheid uiterst nauwkeurig probeerden af te beelden op kleine genrestuken. Van Dou zijn meerdere werken bekend waarop een vrouw een haring uit een kuip haalt. Metsu herhaalt dit thema op Vrouw die een haring vasthoudt en neemt daarbij ook de typische tronie van Dou over.
Tijdens de Gouden Eeuw was de haringvangst enorm belangrijk. Niet alleen bracht de vis veel geld op, hij zorgde er ook voor dat een groot deel van de bevolking relatief goed gevoed was. De dichter Jacob Westerbaen maakte zelfs een beroemd geworden lofdicht op de haring dat zijn neef Joseph de Bray op een schilderij vastlegde. In het gedicht raadde de auteur de lezer aan om ui te eten bij de vis ("Dan geen ajuin vergeten"). Op Metsu's schilderij is voor de viskuip dan ook een bosje uien te zien. De betekenis van de schitterende lelies op de achtergrond is onduidelijker. Wellicht dat de verklaring ligt in de botanische verwantschap tussen de lelie en de ui.

## Herkomst
- tot 18 maart 1729: in bezit van Philip Cosson in Amsterdam.
- in bezit van Nicolaes Cornelis Hasselaer in Amsterdam.
- 26 april 1742: gekocht door de kunstverzamelaar Willem Lormier in Den Haag.
- 1748: in bezit van Marc-René de Voyer d'Argenson - marquis de Paulmy in Parijs.
- tot 11 maart 1812: in bezit van Solirène.
- tot 26 maart 1813: in bezit van Dufresne in Parijs.
- 1833: in bezit van Antoine Valedeau.
- 1836: nagelaten aan het Musée Fabre.

## Afbeeldingen

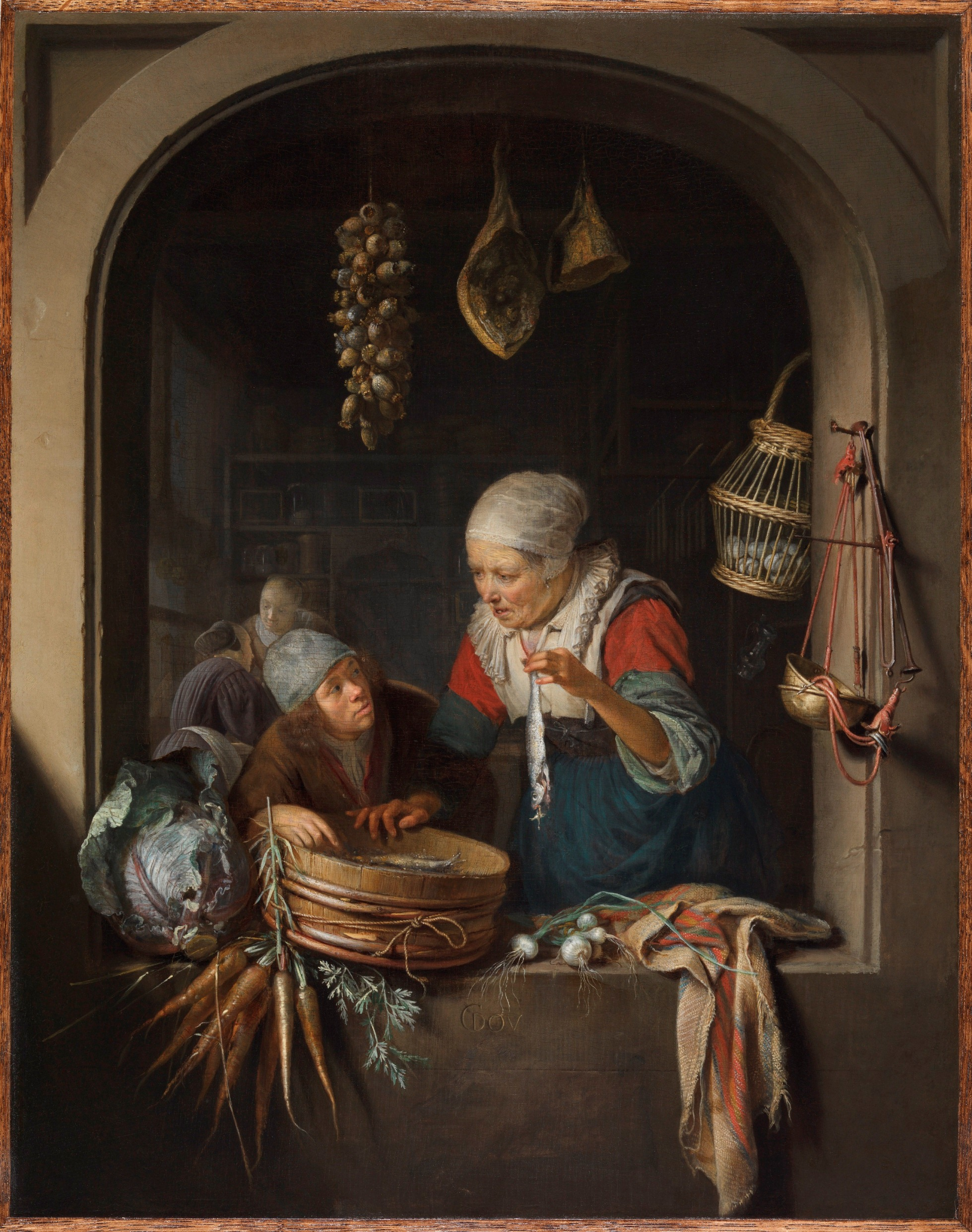
Haringverkoopster met jongen - Gerrit Dou
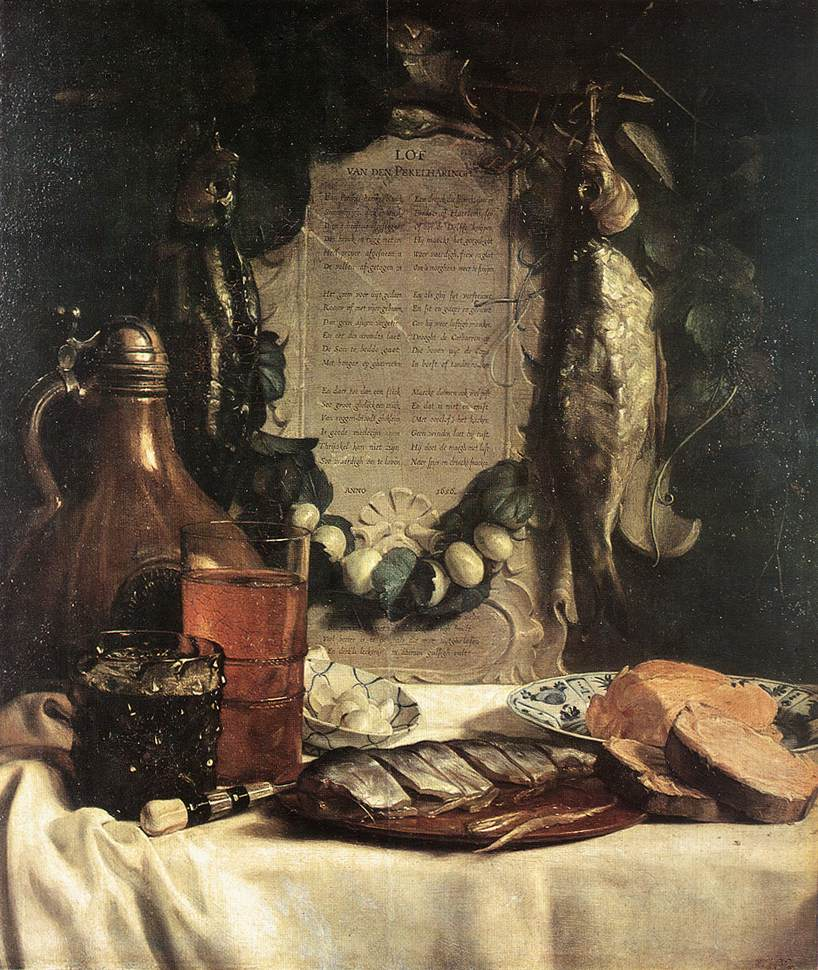
Lof van den Pekelharingh - Joseph de Bray